# Campeonato Mundial de Monopoly
O Campeonato Mundial de Monopoly é o maior torneio de Monopoly do mundo.
O torneio teve sua primeira edição em 1973, na cidade de Nova York. As 3 primeiras edições foram anuais. Da terceira edição em diante, a competição o passou a acontecer esporadicamente. Embora agora tenha uma periodicidade teórica de quatro anos, as datas dos eventos não demonstram exatamente isso. Já foram sede do evento as cidades de Londres, Berlim, Toronto, Atlantic City, Tóquio, as ilhas Bermudas e Monte Carlo.
Em toda sua história, nunca uma mulher ganhou a grande final, somente as etapas nacionais.

## Regras
As partidas no campeonato usam uma variação das regras do Monopoly americano, chamada Speed Die, que proporciona maior rapidez ao jogo. Uma partida normal pode durar horas, sendo que a mais longa já registrada durou 70 dias.

## Premiação
Curiosamente, o prêmio final do evento (US$ 20.580) equivale à quantia total de dinheiro usado no jogo com as regras do Speed Die.

## Lista de Campeões
| Data | Sede                      | Vencedor                | Nacionalidade  |
| ---- | ------------------------- | ----------------------- | -------------- |
| 1973 | Catskills, New York       | Lee Bayrd               | United States  |
| 1974 | New York City             | Alvin Aldridge          | United States  |
| 1975 | Washington D.C.           | John Mair               | Ireland        |
| 1977 | Monte Carlo               | Cheng Seng Kwa          | Singapore      |
| 1980 | Bermuda                   | Cesare Bernabei         | Italy          |
| 1983 | Palm Beach, Flórida       | Greg Jacobs             | New Zealand    |
| 1985 | Atlantic City, New Jersey | Jason Bunn              | United Kingdom |
| 1992 | Berlin                    | Joost van Orten         | Netherlands    |
| 1996 | Monte Carlo               | Christopher Woo         | Hong Kong      |
| 2000 | Toronto                   | Yutaka Okada            | Japan          |
| 2004 | Tokyo                     | Antonio Fernandez       | Spain          |
| 2009 | Las Vegas                 | Bjørn Halvard Knappskog | Norway         |